# Supersynchrotron protonowy
Supersynchrotron protonowy – akcelerator cykliczny, rodzaj synchrotronu, przystosowany do przyśpieszania protonów i antyprotonów.
Egzemplarz znajdujący się w CERN ma 7 kilometrów obwodu i przyśpiesza protony do energii 450 GeV, skąd wiązka protonów zostaje przekierowana bezpośrednio do LHC.